# Sinjë
Sinjë is een plaats en voormalige gemeente in de stad (bashkia) Berat in de gelijknamige prefectuur in Albanië. Sinds de gemeentelijke herindeling van 2015 doet Sinjë dienst als deelgemeente en is een bestuurseenheid zonder verdere bestuurlijke bevoegdheden. De plaats telde bij de census van 2011 3.351 inwoners.